# Dasylirion miquihuanense
Dasylirion miquihuanense är en sparrisväxtart som beskrevs av Bogler. Dasylirion miquihuanense ingår i släktet Dasylirion, och familjen sparrisväxter. Inga underarter finns listade i Catalogue of Life.